# E-media
e-media war eine österreichische Computerzeitschrift und erschien zuletzt zehnmal pro Jahr in der VGN Medien Holding. Letzter Chefredakteur war Goran Miletic.

## Inhalt
Neben computerbezogenen Inhalten veröffentlichte das Magazin auch Beiträge über HiFi, Telekommunikation und Haushaltsgeräte. Produkttests sind darüber hinaus ein wesentlicher Bestandteil von Magazin und Website.
Das Magazin war in vier Ressorts gegliedert.
- Cool Tool: Präsentation neuer Produkte
- Test + Tipp: Produkt- und Vergleichstests
- Intelligent: Hintergrundberichte zu aktuellen Technologie-Trends und ermöglicht Blicke in die Zukunft
- Web + App: Berichte über Smartphone-Apps und Webangebote

Neben der Website e-media.at, über die es u. a. Zugriff auf die Testberichte gibt, wurde das inhaltliche Angebot der Marke um die Sonderhefte e-trend und den E-Commerce Guide ergänzt. Der e-trend berichtet über Entwicklungen in der Informationstechnologie, bezogen auf den B2B-Bereich. Der Guide dient als Ratgeber für den Online-Handel.

## Geschichte
e-media wurde im Jahr 2000 gegründet. Pate stand dabei der Technik-Teil der TV-Zeitschrift tv-media, der immer umfangreicher wurde und schließlich als Auskopplung den Startschuss für e-media bildete. In den folgenden Jahren rückte die Anwenderperspektive gegenüber der reinen Technik-Berichterstattung stärker in den Fokus. 2015 wurde das Magazin umfassend relauncht und die Themenpalette deutlich erweitert. Im Mai 2023 gab der Verlag VGN bekannt, dass das Magazin eingestellt worden ist.

## Reichweiten
Mit einer verbreiteten Auflage von 38.000 (Quelle: ÖAK) erreichten Magazin und Website rund 159.000 Leserinnen und Leser. Damit erzielte die Marke e-media eine Reichweite von 2,1 Prozent (Quelle: Media-Analyse).  